# Gegendruckverfahren
Es gibt viele verschiedene technische Verfahren, die mit Gegendruck arbeiten und deshalb Gegendruckverfahren genannt werden, z. B.:
- bei der Abfüllung kohlensäurehaltiger Getränke wie Bier oder Sekt. Es soll verhindert werden, dass Kohlenstoffdioxid aus dem Getränk entweicht und somit Sauerstoff hineingelangt.
- bei Kolbendampfmaschinen und Dampfturbinen
- bei hohen Toleranzansprüchen wird beim Stanzen mit Gegendruck gearbeitet
- beim Gießen, speziell beim Aluminiumguss, bei dem die Schmelze zur Reduzierung von Gefügefehlern unter erhöhtem Gasdruck erstarrt
- bei einem Verfahren zur Wasserentsalzung, bei dem mit elektrisch angeregten Magnetfeldern eine Strömung erzeugt wird, die nur die Ionen bewegt und damit das Salzwasser vom Trinkwasser trennt.
- bei der Herstellung polymerer Mikroschäume zur Verbesserung der Oberflächenqualität und der mechanischen Eigenschaften (Gasgegendruckverfahren)

Siehe auch:
- Tankgärung